# Wadi Tumilat
Wadi Tumilat (arabisch وادي الطميلات, DMG Wādī aṭ-Ṭumīlāt; altägyptisch Tjeku/Tscheku/Tju/Tschu) ist die in der Ägyptologie übliche Bezeichnung für ein etwa 50 km langes, flaches Tal zwischen El-Abaseya im östlichen Nildelta und Ismailia am Timsahsee (Krokodilsee).

## Topografie
Das heute 5,5 bis 6,5 m über dem Meeresspiegel liegende Wadi Tumilat war im Alten Ägypten ein Halbtrockental, das im achten unterägyptischen Harpunengau lag. Der gesamte Westteil des Wadi Tumilat war während des Altertums durch einen See gefüllt, der sich aus Entwässerungskanälen und sich abzweigenden Flussarmen speiste.
Am östlichen Rand dieses Sees lag die 26 km östlich von der Mündung des Wadi Tumilat entfernte Festungsstadt Tell er-Retaba sowie das umgebende altägyptische Tempelgebiet. Nachdem Tell er-Retaba anlässlich der Anlage des Bubastis-Kanales durch Pharao Necho II. um etwa 600 v. Chr. von den Bewohnern verlassen worden war, erfolgte der Neuaufbau des 15 km entfernten Tell el-Maschuta.

## Geschichte des Wadis

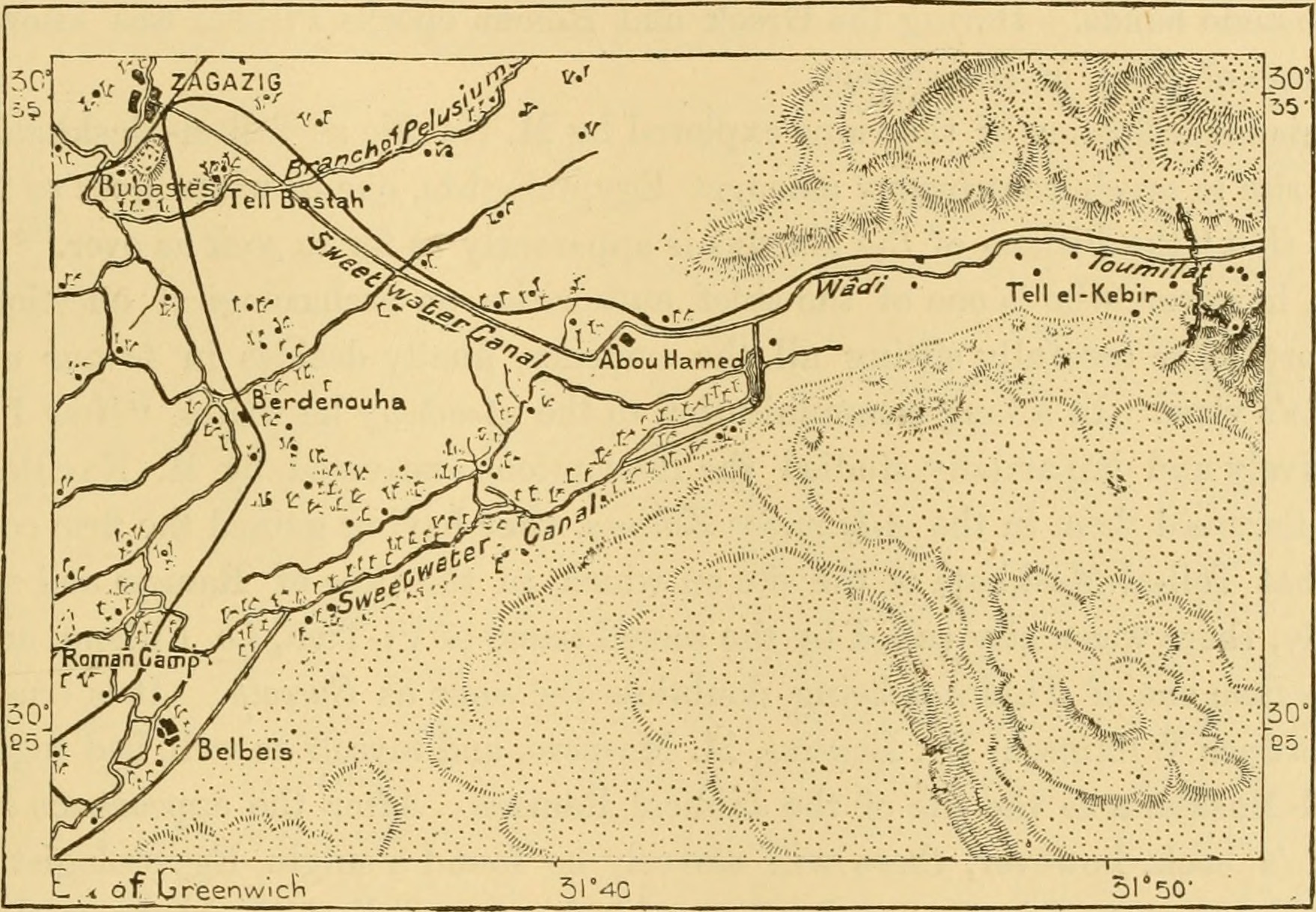
Wadi Tumilat (Kartenskizze von 1886)

Das Wadi Tumilat war in erdgeschichtlicher Zeit ein großes Flussbett. Es scheint nach der letzten Eiszeit seine heutige Form erhalten und sich seit etwa 3000 v. Chr. nicht mehr wesentlich geändert zu haben. Die Nilschwemme überflutete jährlich das Wadi Tumilat. In der Zeit des Neuen Reiches wanderten unter anderem die Schasu öfter in das Wadi ein:

„Die Schasu-Stämme aus Edom (šʒśw n idwm) passierten das Fort des Merenptah in Tjeku, um bei den Teichen des Atum-Tempels ihr Vieh weiden zu lassen. Ich habe sie am Tag des Geburtstags von Seth zu dem Ort gebracht, wo sich auch bereits die anderen Schasu-Stämme aufhalten, die vor Tagen die Festung des Merenptah passierten.“

Die Aussage im Alten Testament (Gen 47, 11), dass sich Josephs Familie im Lande Ramses ansiedelte, ist von der Tradierung des Auszugmotivs beeinflusst, das eine Mitwirkung beim Bau der Stadt Pi-Ramesse voraussetzt.
Während der Spätzeit ab etwa 600 v. Chr. gab es offensichtlich wieder hohe Nilschwemmen, die die Bewohner des Wadi auf höher gelegene Gebiete zwangen. Kurz nach der ptolemäischen bzw. griechisch-römischen Zeit wurde das Wadi wohl verlassen. Der Nil hatte somit zumindest während der Nilschwemmen immer wieder einen natürlichen Abfluss durch das Wadi Tumilat.
Auch 1800 n. Chr. gab es noch eine Nilschwemme durch das Wadi Tumilat bis fast zum Timsahsee, von der Jacques-Marie Le Père berichtet. Der Name Wadi Tumilat (fr: Ouady Toumilat) wurde durch die an Napoleons Ägyptischer Expedition teilnehmenden Wissenschaftler in der Description de l’Égypte verwendet und dadurch verbreitet. Nach dem Zweiten Weltkrieg befanden sich in Wadi Tumilat Lager mit deutschen Kriegsgefangenen. Seine dortigen Erlebnisse verarbeitete der Schriftsteller Erhart Kästner im „Zeltbuch von Tumilat“. Heute ist das Tal vom Ismailia-Kanal, von Bewässerungskanälen und der Straße zwischen Kairo und Ismailia durchzogen und überwiegend landwirtschaftlich genutzt.